# Guzmania fosteriana
Guzmania fosteriana är en gräsväxtart som beskrevs av Lyman Bradford Smith. Guzmania fosteriana ingår i släktet Guzmania och familjen Bromeliaceae. Inga underarter finns listade i Catalogue of Life.